# Moviment Democristià (Geòrgia)
El Moviment Democristià (georgià ქრისტიანულ-დემოკრატიული მოძრაობა, K’ristianul-Demokratiuli Modzraoba, KDM) és un partit polític de Geòrgia. Fou fundat el febrer de 2008 i dirigit per Giorgi Targamadze, ex presentador de Imedi TV que havia estat membre del Parlament de Geòrgia i aliat proper d'Aslan Abashidze, líder regional d'Adjària. Els antics periodistes d'Imedi TV Magda Anikashvili i Giorgi Akhvlediani i l'ex productor Levan Vepkhvadze, que deixaren la cadena el gener de 2008, també es va unir al partit.
A les eleccions legislatives georgianes de 2008, el partit va ser un dels partits de l'oposició que va obtenir representació al Parlament. No obstant això, els partits de l'oposició en el seu conjunt obtingueren una representació tan petita, que les eleccions es consideraren fraudulentes, que gairebé tots els diputats elegits van renunciar als seus mandats. Els membres del partit, però, van optar per conservar els seus escons, i s'ha convertit en la principal oposició al governant Moviment Nacional Unit al Parlament, sovint referit com a "oposició parlamentària".
Entre les seves polítiques hi ha un compromís per fer que el cristianisme ortodox sigui la religió d'estat de Geòrgia.